# Pietro Polar
Pietro Polar (* 1773 in Breganzona; † 1. September 1845 ebenda) war ein Schweizer  Politiker, Tessiner Grossrat und Staatsrat.

## Leben
Pietro Polar war Sohn von Giovanni und Elisabetta Quadri. Er heiratete Lucia Leoni. Er war als Händler verschiedener Waren tätig und konsolidierte das beträchtliche wirtschaftliche Vermögen der Familie. Während der Hungersnot von 1816 bis 1817 trug er durch den Import von Weizen aus Russland zur Versorgung des Kantons Tessin bei.
Er verband seine berufliche Karriere mit politischem Engagement und war Abgeordneter im Grossen Rat des Kanton Tessins von 1808 bis 1813, von 1815 bis 1830, von 1834 bis 1839 und von 1844 bis 1845. Überdies war er Richter des Appellationsgerichts bis 1827 und Staatsrat von 1827 bis 1830.
Sein Schwiegersohn war der Politiker Bernardino Lurati.